# La maison de mon rêve
La maison de mon rêve  is het debuutalbum van CocoRosie, uitgegeven op 9 maart 2004 door Touch and Go Records. Het werd in 2007 opnieuw uitgegeven in Australië, met de bonus track, "Beautiful Boyz".

## Track listing
1. "Terrible Angels" – 4:10
2. "By Your Side" – 3:59
3. "Jesus Loves Me" – 3:10
4. "Good Friday" – 4:23
5. "Not for Sale" – 1:19
6. "Tahiti Rain Song" – 3:36
7. "Candy Land" – 2:56
8. "Butterscotch" – 3:08
9. "West Side" – 1:24
10. "Madonna" – 3:49
11. "Haitian Love Songs" – 4:55
12. "Lyla" – 4:04
13. "Beautiful Boyz" (Australian bonus track)